# Internetökonomie
Das Forschungsgebiet Internetökonomie beschäftigt sich mit der ökonomischen Nutzung des Internets. Hierbei hat sich ein einzelner Forschungsansatz innerhalb einer Wissenschaft als nicht ausreichend erwiesen. Vielmehr werden mehrere Wissenschaften miteinbezogen: Informationswirtschaft, Wirtschaftsinformatik, Informatik, Betriebswirtschaftslehre, Rechtswissenschaft, Psychologie und Volkswirtschaftslehre. Dabei sollen die Fehler der sogenannten New Economy vermieden werden und New Economy und Old Economy miteinander verbunden werden (siehe Web 2.0).
Manchmal wird von einem vierten volkswirtschaftlichen Sektor, der Informationsökonomie, gesprochen. Dieser wäre entsprechend das Arbeitsgebiet der Internetökonomie. 
Am 25. Juni 2013 stellte die Unternehmensberatung Arthur D. Little eine vom eco – Verband der Internetwirtschaft e. V. in Auftrag gegebene Studie zur Internetwirtschaft in Deutschland vor. Nach dieser entstehen allein durch die Internetwirtschaft bis zum Jahr 2016 über 80.000 Arbeitsplätze. Zudem prognostiziert sie ein jährliches durchschnittliches Wirtschaftswachstum von über 11 Prozent bis 2016. Eine Folgestudie, die am 17. November 2015 veröffentlicht wurde, bestätigte die Prognosen aus dem Jahr 2013 weitgehend und stellte der deutschen Internetwirtschaft ein Wachstum um knapp 60 Prozent auf 114 Milliarden Euro bis zum Jahr 2019 in Aussicht, was einer jährlichen Steigerung von zwölf Prozent entspricht.
Mit einem Kursplus von 114 Prozent ist Tencent der große Aufsteiger des Jahres 2017. Danach folgten Alibaba, PayPal, Amazon und Facebook.